# 富維克
富維克（法語：Volvic）是一個天然礦泉水品牌，水源來自法國中央高原圓頂火山多姆山正北面的奧弗涅地區火山自然公園。該礦泉水內含的獨特礦物來自公元前5760年鄰近火山的最後一次爆發；以地質學角度來說非常近期。 
1922年富維克鎮首次利用在古雷山谷的溫泉水，1938年首支富維克樽裝水面世，現今富維克礦泉水已國際知名。生產由兩家裝瓶廠負責，是富維克鎮的主要雇主。
富維克每年生產超過10億瓶樽裝水，其中超過50%會運送到全球60多個國家銷售。
1993年富維克被達能集團收購。
富維克聲稱非常注重環境並帶領對環境有益的新改革，1997年富維克開始使用可回收再用的物料聚對苯二甲酸乙二酯來製造瓶子。
富維克在歐洲出產一系列名為Touch of Fruit的果汁飲品，2005年入口到北美並以Volvic natural Lemon與Volvic natural Orange品牌出售。其他产品线包括 Volvic Juiced (添加水果浓缩汁）以及Volvic Sparkling （果味气泡水，类似于Touch of Fruit)。

## 外部連結
- 官方网站